# Didymocarpus cinereus
Didymocarpus cinereus är en tvåhjärtbladig växtart som beskrevs av David Don. Didymocarpus cinereus ingår i släktet Didymocarpus och familjen Gesneriaceae. Inga underarter finns listade i Catalogue of Life.